# القانون الأسود (عبودية)

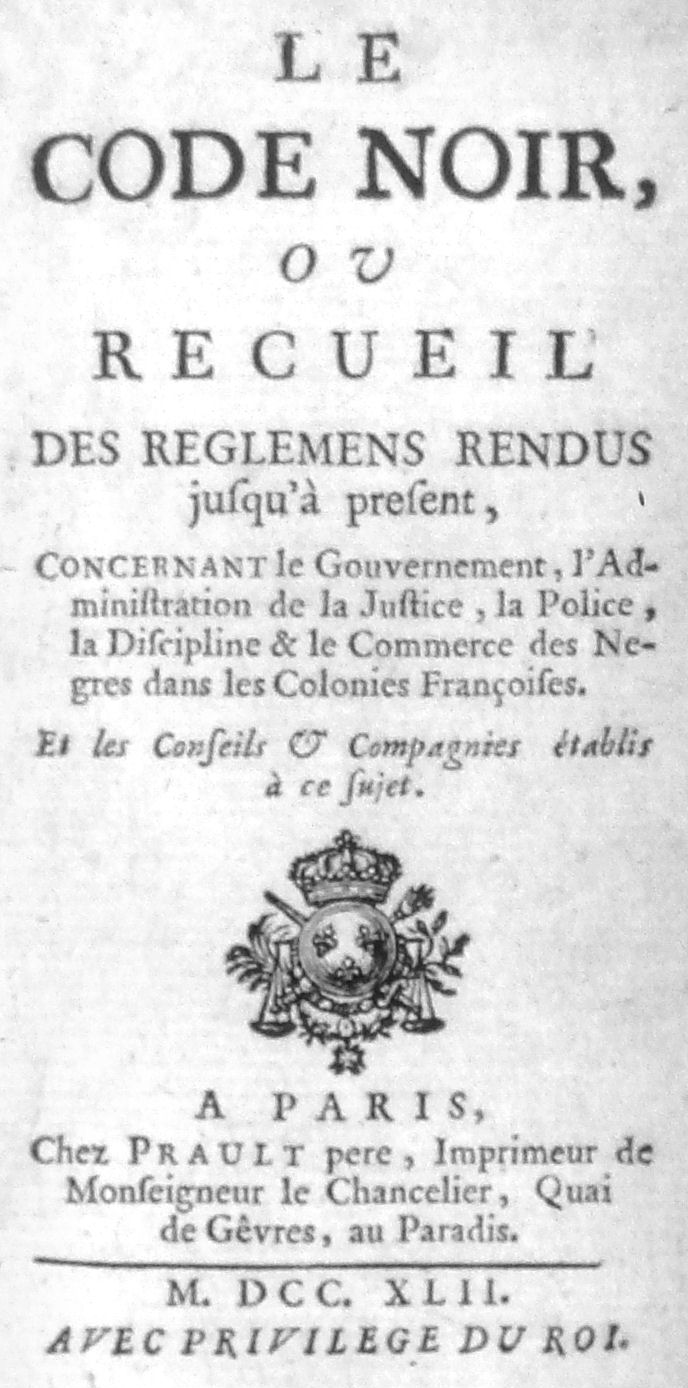
القانون الأسود، طبعة 1742.

القانون الأسود (بالفرنسة : le code noir ) كان المرسوم الصادر في الأصل في فرنسا من طرف الملك لويس الرابع عشر في 1685. حدد القانون شروط العبودية في الإمبراطورية الاستعمارية الفرنسية، وقيد أنشطة الزنوج الأحرار، وجعل الدين الكاثوليكي الروماني إلزاميًا، وأمر جميع اليهود بالخروج من مستعمرات فرنسا.
حكم القانون الاسود العديد من السود في ظل عبودية قاسية في كثير من الأحيان، لكنه لم يخفف من وحشية تلك العبودية في العديد من المناطق الواقعة تحت السيطرة الفرنسية. في بعض المناطق، نتج عن ذلك نسبة مئوية أعلى من السود أحرار من الملونين مقارنة بالنظام البريطاني (13.2٪ في لويزيانا مقارنة بـ 0.8٪ في ميسيسيبي  ). تم وضع المفرج عنهم تحت قيود قانون نوار ولكن في المتوسط كانوا يعرفون القراءة والكتابة بشكل استثنائي، حيث يمتلك عدد كبير منهم أعمالًا وممتلكات وحتى عبيدًا.
وصف تايلر ستوفال القانون بأنه «واحد من أكثر الوثائق الرسمية شمولاً حول العرق والعبودية والحرية التي تم وضعها في أوروبا على الإطلاق».

## السياق، الأصل والنطاق

### السياق الدولي والتجاري
في ذلك الوقت كانت فرنسا في منافسة مع إنجلترا التي كان لا يزال لديها قانون باربادوس للعبيد .
في هذا الوقت في منطقة البحر الكاريبي، كان اليهود ينشطون في الغالب في المستعمرات الهولندية، لذلك كان يُنظر إلى وجودهم على أنه تأثير هولندي غير مرحب به في الحياة الاستعمارية الفرنسية. علاوة على ذلك، كان غالبية السكان في المستعمرات الفرنسية من العبيد. كان أصحاب المزارع يحكمون إلى حد كبير أراضيهم وممتلكاتهم غيابيًا ، حيث كان العمال المرؤوسون يمليون الإدارة اليومية للمزارع. بسبب عدد سكانها الهائل، بالإضافة إلى الظروف القاسية التي يواجهها العبيد (على سبيل المثال، تم وصف سانت دومينغو بأنها واحدة من أكثر المستعمرات فاعلية وحشية في ذلك العصر)، كانت ثورات العبيد الصغيرة شائعة. على الرغم من بعض الأحكام حسنة النية، لم يتم تطبيق القانون الاسود بشكل فعال أو صارم، لا سيما فيما يتعلق بحماية العبيد والقيود المفروضة على العقوبة البدنية.

### السياق القانوني
قرر الملك في عام 1681 إنشاء وضع قانوني للسود في الجزر الأمريكية، وطلب من كولبير كتابته. أعطى كولبير المهمة إلى مراقب مارتينيك ، جان بابتيست باتوليه، واستبدله في يوليو 1682 بميشيل بيغون، والحاكم العام لجزر الأنتيل شارل دي كوربون، كونت دي بلناك (1622-1696).
تُظهر مذكرة الملك إلى كولبير، بتاريخ 30 أبريل 1681 ، الحاجة إلى مرسوم خاص بجزر الأنتيل عندما لا يوجد المزيد من العبيد في فرنسا، بسبب قرار لويس العاشر لو هوتين في 11 يوليو 1315.

### الأصول
في تحليله لعام 1987 لأهمية القانون الاسود، ادعى لويس سالا مولينز أن الهدفين الرئيسيين هما تأكيد السيادة الفرنسية في مستعمراتها وتأمين مستقبل اقتصاد زراعة قصب السكر. كان مركز هذه الأهداف هو السيطرة على تجارة الرقيق. يهدف القانون إلى توفير إطار قانوني للعبودية، ووضع بروتوكولات تحكم ظروف السكان المستعمرين، وإنهاء تجارة الرقيق غير المشروعة. كما تحكم الأخلاق الدينية صياغة القانون الاسود. كان ذلك جزئيًا نتيجة لتأثير تدفق القادة الكاثوليك الذين وصلوا إلى المارتينيك بين عامي 1673 و 1685.

### إصدارات ومناطق التطبيق
كان القانون الاسود أحد القوانين العديدة المستوحاة من جان بابتيست كولبير، الذي بدأ في إعداد أول نسخة (1685). بعد وفاة كولبير عام 1683 ، أكمل ابنه الماركيز دي سينيلاي الوثيقة. صدق عليها لويس الرابع عشر واعتمدها مجلس سانت دومينج السيادي عام 1687 بعد أن رفضها البرلمان. ثم تم تطبيقه في جزر الهند الغربية عام 1687 ، وغيانا عام 1704 ، وريونيون عام 1723 ، ولويزيانا عام 1724.
تم تمرير النسختين الثانية والثالثة من القانون من قبل لويس الخامس عشر في سن 13 في 1723 و 1724.

## الملخص

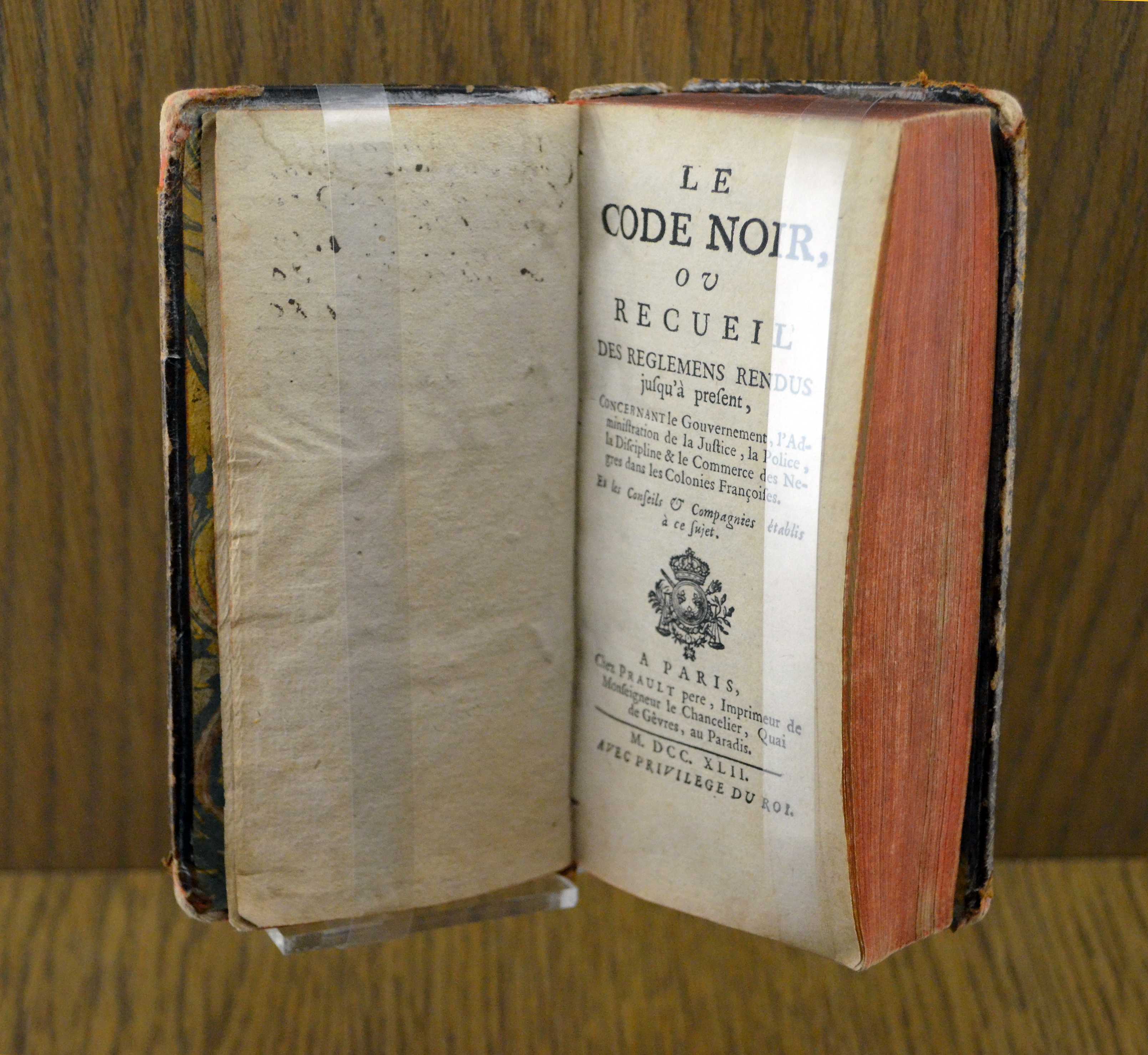
القانون الأسود 1742 ، متحف التاريخ في نانت

في 60 مادة, حددت الوثيقة ما يلي:

### قواعد في الدين
- لا يمكن لليهود الإقامة في المستعمرات الفرنسية (المادة 1)
- يجب تعميد العبيد في الكنيسة الرومانية الكاثوليكية (المادة 2)
- تم حظر أي دين آخر غير الكاثوليكية الرومانية، يمكن أيضًا معاقبة السادة الذين سمحوا أو تحملوا ذلك من قبل عبيدهم (المادة 3)
- لا يُعترف إلا بالزيجات الكاثوليكية (المادة 8)

### قواعد العلاقات الجنسية والزواج
- الأطفال بين الأمة والرجل الحر:
  - إذا كان الأب غير متزوج، فعليه أن يتزوج من الأمة محظية، وبالتالي يحررها هي وأطفالها من العبودية.[6]
  - وإلا فإن العقوبة ستكون غرامة للأب وسيد العبد. كانت الغرامة 2000 رطل من السكر (المادة 9).
  - إذا كان الأب سيدًا للعبد، فبالإضافة إلى الغرامة، يُنزع العبد وأي أولاد ناتج عن ذلك من ملكيته، ولكن لا يُطلق سراحهم (المادة 9)
- تتطلب حفلات الزواج بين العبيد إذنًا من السيد (المادة 10) ولكنها تتطلب أيضًا موافقة العبيد الخاصة (المادة 11)
- الأطفال المولودين بين عبيد متزوجين كانوا أيضًا عبيدًا ينتمون إلى سيد العبيد (المادة 12)
- الأطفال بين العبد والمرأة الحرة أحرار ؛ الأطفال بين الأمة والرجل الحر عبد (المادة 13).

### المحظورات
- يجب ألا يحمل العبيد أسلحة إلا بإذن من أسيادهم لأغراض الصيد (المادة 15)
- يجب على العبيد الذين ينتمون إلى سادة مختلفين عدم التجمع في أي وقت وتحت أي ظرف من الظروف (المادة 16)
- لا يجوز للعبيد بيع قصب السكر حتى بإذن من أسيادهم (المادة 18).
- يجب ألا يبيع العبيد أي سلعة أخرى دون إذن من أسيادهم (المواد 19-21)
- يجب على الأسياد تقديم الطعام (الكميات المحددة) والملابس لعبيدهم، حتى للمرضى أو كبار السن (مادة 22-27)
- (غير واضح) كان بإمكان العبيد الشهادة ولكن للعلم فقط (المادة 30-32)
- يُعدم العبد الذي ضرب سيده أو زوجته أو عشيقته أو أطفاله (المادة 33).
- لا يُباع الزوج والزوجة العبد وأطفالهما الذين لم يبلغوا بعد تحت نفس السيد كل على حدة (المادة 47)

### العقوبات
- العبيد الهاربون المتغيبون لمدة شهر يجب أن يتم قطع آذانهم ووسمهم. لمدة شهر آخر، سيتم قطع أوتار الركبة الخاصة بهم وسيتم وسمهم مرة أخرى. مرة ثالثة يتم إعدامهم (المادة 38).
- السود الأحرار الذين آوى وا العبيد الهاربين سيتعرضون للضرب من قبل مالك العبيد وغرامة 300 رطل من السكر في اليوم الذي يلجأون إليه (المادة 39)
- إذا اتهم سيد ما عبداً زوراً بارتكاب جريمة ونتيجة لذلك، تم إعدام العبد، وسيتم تغريم سيده (المادة 40)
- يجوز للسادة تقييد العبيد وضربهم ولكن لا يجوز لهم تعذيبهم أو تشويههم (المادة 42)
- السادة الذين قتلوا عبيدهم سيعاقبون (المادة 43)
- كان العبيد ملكية جماعية ولا يمكن رهنها، ويجب تقسيمها بالتساوي بين ورثة السيد، ولكن يمكن استخدامها كسداد في حالة الديون أو الإفلاس، وبيعها بطريقة أخرى (المواد 44-46 ، 48-54)

### الحرية
- يجوز لأسياد العبيد الذين يبلغون من العمر 20 عامًا (25 عامًا بدون إذن الوالدين) تحرير عبيدهم (المادة 55)
- العبيد الذين أعلن أسيادهم أنهم مبعوثون وحيدون، أو تم تعيينهم كمنفذين لإرادتهم، أو أولياء أمور أطفالهم، يجب احتجازهم واعتبارهم عبيدًا محررين (المادة 56)
- العبيد المحررين كانوا رعايا فرنسيين، حتى لو ولدوا في مكان آخر (المادة 57)
- كان للعبيد المحررين نفس الحقوق التي يتمتع بها الرعايا الاستعماريون الفرنسيون (المادتان 58 و 59)
- يجب أن تذهب الرسوم والغرامات المدفوعة فيما يتعلق بقانون نوار إلى الإدارة الملكية، ولكن يُخصص ثلثها للمستشفى المحلي (المادة 60)